# William Renshaw

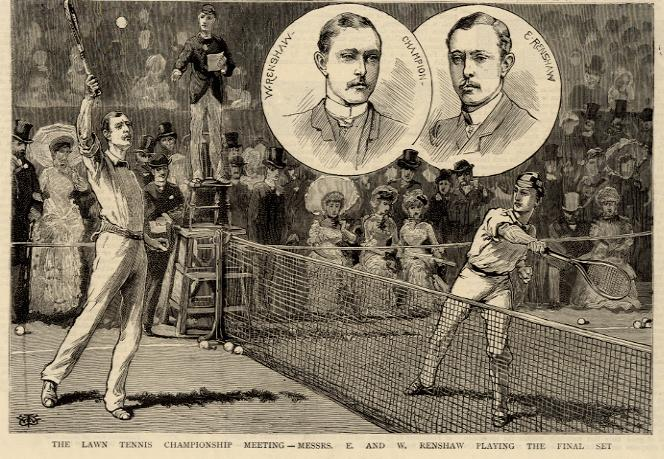
William en Ernest Renshaw op een ansichtkaart, rond 1890

William ("Willie") Charles Renshaw (Leamington Spa (Warwickshire), 3 januari 1861 – Swanage, 12 augustus 1904) was een Brits tennisser.
Samen met zijn tweelingbroer Ernest domineerde hij het mannentennis in de beginjaren van Wimbledon. In 1881 won hij zijn eerste titel in het enkelspel, door John Hartley in 37 minuten te verslaan met 6-0, 6-1 en 6-1. De vijf jaar daarna won hij het enkelspel weer en ook in 1889, de derde keer dat hij Ernest in de finale versloeg.
In totaal won hij het enkelspel zeven keer, een record dat pas in 2000 geëvenaard werd door Pete Sampras, en in 2017 werd verbroken door Roger Federer. Zijn prestatie van zes achtereenvolgende zeges is nog altijd niet geëvenaard. Daarbij moet wel worden opgemerkt dat tot 1922 de regerend kampioen automatisch geplaatst was voor de finale van het volgend jaar.
Samen met zijn broer won hij ook zeven keer het herendubbel. In totaal speelde hij op Wimbledon 25 wedstrijden, waarvan hij er 22 won. Hij maakte een van de meest gedenkwaardige comebacks in een wedstrijd tegen Harry Barlow; in de vierde set, bij een stand van 2-5, overleefde hij vier matchpoints en in de vijfde kwam hij terug van een 0-5 achterstand: 3-6, 5-7, 8-6, 10-8, 8-6.
De Renshaws waren waarschijnlijk de eersten die het trainen echt serieus namen: ze trainden niet alleen 's zomers in Engeland, maar ook 's winters in Cannes. Hun successen droegen bij tot de populariteit van het tennis; de periode waarin zij actief waren werd de Renshaw Rush genoemd. Na zijn sportcarrière werd William Renshaw journalist bij The Times.
In 1983 werd hij opgenomen in de International Tennis Hall of Fame. Tot 1989 kreeg de winnaar van het herenenkelspel op Wimbledon niet alleen de bekende Challenge Cup, die het volgende jaar naar de volgende winnaar ging, maar ook de Renshaw Cup, die hij mocht houden.

## Finales enkelspel Wimbledon
| Jaar | Winnaar             | Finalist        | Resultaat           |
| ---- | ------------------- | --------------- | ------------------- |
| 1881 | William Renshaw     | John Hartley    | 6-0 6-1 6-1         |
| 1882 | William Renshaw     | Ernest Renshaw  | 6-1 2-6 4-6 6-2 6-2 |
| 1883 | William Renshaw     | Ernest Renshaw  | 2-6 6-3 6-3 4-6 6-3 |
| 1884 | William Renshaw     | Herbert Lawford | 6-0 6-4 9-7         |
| 1885 | William Renshaw     | Herbert Lawford | 7-5 6-2 4-6 7-5     |
| 1886 | William Renshaw     | Herbert Lawford | 6-0 5-7 6-3 6-4     |
| 1889 | William Renshaw     | Ernest Renshaw  | 6-4 6-1 3-6 6-0     |
| 1890 | Willoughby Hamilton | William Renshaw | 6-8 6-2 3-6 6-1 6-1 |

## Resultaten grandslamtoernooien
- Wimbledon
  - Winnaar enkelspel: 1881, 1882, 1883, 1884, 1885, 1886, 1889
  - Finalist enkelspel: 1890
  - Winnaar herendubbel: 1880, 1881, 1884, 1885, 1886, 1888, 1889